# Oxypoda wankai
Oxypoda (Oxypoda) wankai – gatunek chrząszcza z rodziny kusakowatych i podrodziny Aleocharinae.
Gatunek ten opisany został w 1936 roku przez Maxa Bernhauera i nazwany na cześć Theodora von Wanki.
Chrząszcz ten wykazany został z Grecji, tureckich prowincji Gaziantep, Şanlıurfa, Hatay, Konya i Osmaniye oraz irańskich ostanów Fars, Isfahan i Kerman